# Monacos Grand Prix 2005
Monacos Grand Prix 2005 var det sjätte av 19 lopp ingående i formel 1-VM 2005.

## Resultat
1. Kimi Räikkönen, McLaren-Mercedes, 10 poäng
2. Nick Heidfeld, Williams-BMW, 8
3. Mark Webber, Williams-BMW, 6
4. Fernando Alonso, Renault, 5
5. Juan Pablo Montoya, McLaren-Mercedes, 4
6. Ralf Schumacher, Toyota, 3
7. Michael Schumacher, Ferrari, 2
8. Rubens Barrichello, Ferrari, 1
9. Felipe Massa, Sauber-Petronas
10. Jarno Trulli, Toyota
11. Jacques Villeneuve, Sauber-Petronas
12. Giancarlo Fisichella, Renault
13. Tiago Monteiro, Jordan-Toyota
14. Christijan Albers, Minardi-Cosworth

### Förare som bröt loppet
- Vitantonio Liuzzi, Red Bull-Cosworth (varv 59, olycka)
- Patrick Friesacher, Minardi-Cosworth (29, olycka)
- David Coulthard, Red Bull-Cosworth (23, olycka)
- Narain Karthikeyan, Jordan-Toyota (18, hydraulik)

### Avstängda förare
- Jenson Button, BAR-Honda
- Takuma Sato, BAR-Honda

## VM-ställning
| Förarmästerskapet 1. Fernando Alonso, Renault, 49 2. Kimi Räikkönen, McLaren-Mercedes, 27 3. Jarno Trulli, Toyota, 26 | Konstruktörsmästerskapet 1. Renault, 63 2. McLaren-Mercedes, 51 3. Toyota, 43 |